# جون ديفيس (سياسي أمريكي)
جون ديفيس (بالإنجليزية: John Davis) هو سياسي أمريكي، ولد في 7 أغسطس 1788 في الولايات المتحدة، وتوفي في 1 أبريل 1878 في نفس البلد. حزبياً، نشط في الحزب الديمقراطي. وقد انتخب عضو مجلس النواب الأمريكي.